# Knox Peak
Der Knox Peak ist ein kleiner, wenngleich markanter Berggipfel im westantarktischen Marie-Byrd-Land. In den Horlick Mountains ragt er zwischen dem Vann Peak und dem Lackey Ridge am westlichen Ende der Ohio Range auf. 
Das Gebiet wurde im Rahmen des United States Antarctic Program im Dezember 1958 geodätisch vermessen. Das Advisory Committee on Antarctic Names benannte den Berggipfel 1962 nach dem Kartographen Arthur S. Knox vom United States Geological Survey.